# 中華民國史的分期
中華民國史的分期是指歷史學研究當中對中華民國不同時期的區分。其重點在於中華民國第二共和，該概念是日本學者若林正丈於1992年首先提出，是他用來描述「中華民國台灣化」這個趨勢的其中一個特點。此觀點認為由1988年李登輝政府上台開始，在台灣的中華民國便開始了「第二共和」時期；在此之前的蔣中正、嚴家淦和蔣經國當政時期（1928年至1988年），則是「第一共和」時期。
中華民國第二共和有另一種說法：指中華民國第二個中央政權時期——國民政府時期（1928年至1949年），由歷史學家兼中央研究院院士張玉法所提出。

## 概念的定义

### 第一種「第二共和」分期：1991－（台灣時期）
基本上，「中華民國第二共和」這個概念的指涉對象，是1991年5月1日以後的中華民國，在這之後，由於中華民國政府已經終止動員戡亂時期、廢止動員戡亂時期臨時條款，同時又公佈了中華民國憲法增修條文，因此，中華民國「所建構出來的國家機關只代表台灣人民，國家權力統治的正當性也只來自台灣人民的授權，與中國大陸人民完全無關」。如果用阮銘的話來講，「辛亥革命誕生的中華民國第一共和，在大陸不在台灣；今天的中華民國第二共和，在台灣不在大陸」。

### 第二種「第二共和」分期：1928－1949 （中國大陸時期）
「中華民國第二共和」另一種說法：指中華民國的第二個時期，從1928年至1949年。是歷史學家中央研究院院士張玉法教授所提出。在其所著《中華民國史稿》一書中指出：
“從民國史的三個時期看來，第一個時期（從1912年至1928年）基本上是承晚清之舊，效習西洋，可以稱為「第一共和」或第一民國；第二個時期（從1928年至1949年），基本上是將孫中山的革命綱領和目標付諸實施，三民主義、五權憲法在世界上有其獨特性可以稱為第二共和或第二民國；第三個時期（從1949年至今）在大政方針上，大部分為第二時期的延續，但領土僅餘數百分之一，人口僅餘數十分之一，立國態勢截然不同。自1980年代末期以來，原有的大中國政治建構逐漸解體，落實台灣的政治和文化逐漸建立，可以稱為第三共和或第三民國。”:4
“從1928年至1949年，此期間在中國歷史舞台上競逐或出沒的勢力頗多，其影響最大者為國民黨之執政，中共之擴張，以及日本侵華勢力之興亡。國民黨在1926年至1928年的革命中獲勝，成為執政黨。1931年九一八事變前後七、八年，中原大戰、西南異動等事件幾度使國民黨陷於分裂，但事件很快平息。日本勢力進入中國所建滿洲國政權、汪精衛政權、蒙疆自治政權等皆隨日本投降而飄逝。惟中共自1927年以後武裝割據、武力擴張，不因與國民黨聯合抗日而停止，不因國民黨實行憲政而停止，對國民黨政府的威脅與日俱增。但此期間的法統所在為國民黨所執政的中華民國政府。此政府奉行孫中山的三民主義和五權憲法，雖受各種勢力牽制未能貫徹，政權的框架俱在，在交通、經濟和教育建設上也獲得不少成就。……國民黨主政的中央政府或在南京、重慶、或廣州，但一直代表中國……與同盟國並肩作戰，反抗日本侵略，並參與聯合國的創建，使中國成為世界四強之一。”

### 定義爭論
中華民國第一共和或是第二共和，并没有成为一个广泛接受的概念。无论在台湾海峡两岸，对中华民国的主流历史观，并没有定义这样的共和時期，這亦牽涉中國歷史觀和台灣歷史觀。若站在中國歷史觀（包括中國大陸統治時期的中華民國歷史），1912－1928年的北洋政府時期毫無疑問是第一共和，亦1928－1949年蔣中正在中國大陸統治時期的國民政府是第二共和。

## 中華民國臺灣化：中華民國第二共和制
在《台灣：分裂國家與民主化》(1994)這本書中，日本學者若林正丈在討論台灣政治體制之民主化過程的時候，提出了一套解釋性的分析概念，認為台灣在兩蔣統治時期的威權主義體制，共有以下幾個特徵：
1. 疑似列寧主義的政黨國家
2. 「法統」體制
3. 政治精英的族群二重結構
4. 二重的侍從主義

但是在經過從1970年代中期開始的一系列變動和改革措施以後，他對這幾個特徵在1990年代以後的可能變化作了以下的預測：
1. 國民黨政治獨佔的緩和或打破 → 國民黨的「自民黨化」（在政治上變成「一黨獨大」）
2. 脫內戰化、自由化 →「中華民國第二共和制」
3. 打破二重結構 → 台灣化
4. 打破二重結構 → 國會選舉的「金權化」、國會運作的「派閥化」

其中的第二點，用若林正丈自己的話來說：
解除台灣省戒嚴令之後，1991年5月廢除實質凍結憲法的「動員戡亂時期臨時條款」。緊接著，因為學生運動的擴大，又廢除「懲治叛亂條例」。這些都是使台灣長期與大陸和中國共產黨形成內戰態勢轉為形式化。對於台灣政治體制來說，民主化即是「脫內戰化」。1991年底，「萬年國會」終於退職，「法統」的實體於焉消滅。
至此，不得不正面出現在台灣政治秩序中的是「中華民國憲法」。然而該法是在1940年代以「全中國」為對象做成的，所以顯然不能原封不動地適用於台灣，於是政局很快地圍繞在憲法層次的爭點（領土範圍、國號、中央政體等）。「分期付款式的民主化」開始展開其最後階段=「憲政改革」，國民黨的「修憲」與民進黨的「制憲」=「台灣獨立」的主張在意見市場上角逐:256。若林正丈接著在標題為「中華民國第二共和制」的小節裡面表示。
「憲政改革」如果如在野黨所說是「制憲」，固為理所當然；即時以國民黨所說的「修憲」告終，也是與當初制定國家政治制度法源「中華民國憲法」所規範的對象，亦即中國大陸民意無關:258。就此而言，若林正丈的這本著作似乎是「中華民國第二共和」這個概念第一次出現在相關文獻中，指的是經過民主化程序以後，台灣的國家機器在政權本質上的改變。

## 李登輝對「中華民國第二共和制」的沿用
在李登輝於1996年當選中華民國第一次以直選產生的總統以後，他數度對外表示：「台灣是一個主權獨立的國家，她的國號叫做中華民國」或是「中華民國是一個主權國家，她的領土範圍在台澎金馬」:254。1999年7月9日，在接受德國之聲專訪的時候（見兩國論條文），李登輝更清楚地闡明了他的立場：
1991年修憲以來，已將兩岸關係定位在國家與國家，至少是特殊的國與國的關係，而非一合法政府，一叛亂團體，或一中央政府，一地方政府的「一個中國」的內部關係。所以，您提到北京政府將台灣視為「叛離的一省」，這完全昧於歷史與法律上的事實。
在評論李登輝領導下之中國國民黨的民族主義論述時，政治學者林佳龍用了「中華民國第二共和」這個概念來形容李登輝所建立的台灣國家體制，並表示他在1998年10月19日因為研究的緣故而對李登輝進行訪問時，李登輝就曾經直接提出過「中華民國第二共和」這個概念:255。

### 《亞洲的智略》
2000年7月，李登輝在卸下總統職位以後，與日本作家中嶋嶺雄共同寫成了《亞洲的智略》這一本書，在該書中李登輝首度比較有系統地提出中華民國在台灣已經走出了兩蔣統治時代、並蛻變為「第二共和」的構想。
李登輝在該書中強調，中華民國在台灣大致上可以分為兩個時期，蔣介石、蔣經國統治時期是第一時期，因為，憲法都是在中國內戰時訂下的。至於現在，台灣的憲法不但經過了大幅度的修改，過去的立法院也已經全面改選，老立委退職、國民大會虛級化、台灣省已經「凍省」了、總統由人民直選，台灣經歷了這些重大變革，憲法與政府結構也已經重組，這就是第二共和。
李登輝並在書中進一步指出，中華民國是主權獨立的國家，台灣中華民國的第二共和當然也是主權獨立的國家，理論基礎相當穩固。

### 群策會所發表的「台灣21世紀國家總目標」
2002年，由李登輝擔任董事長的群策會，集合了30多位專家學者，以半年的時間召開了20多次會議以後，研擬了十大項的「台灣21世紀國家總目標」，其中的第一項，正是「確立台灣的國家認同」。在標題為「以『普遍意志』譜寫『第二共和』」的這一節裡面，群策會「台灣21世紀國家總目標」研究小組再一次使用了「中華民國第二共和」的概念，並指出：
1. 1991年動員戡亂時期臨時條款廢除，台灣承認中華人民共和國的存在，並宣示中華民國治權僅及於台澎金馬。
2. 1991年、1992年，國民大會與立法院全面改選，台灣人民直接選出自己的國會議員，中華民國「法統」的象徵與實質從此斷裂。
3. 1996年台灣人民直接選舉總統，台灣政治從威權「轉化」民主，大局終於底定，更重要的是，歷經六次憲政修改，主權在民的民主精神落實了中華民國「第二共和」的建構。從此，台灣不再回到中國傳統的治亂循環中，走向民主就是走向世界，正式與封建中國斷裂[9][d]。

## 相關學者和政治人物對於此概念的應用

### 相關學者
事實上，在李登輝在台湾提出「中華民國第二共和」這個概念以後，已經陸陸續續有不少學者，也開始沿用這個概念來說明台灣目前的政治體制。比如說在2002年取得中華民國國籍的前胡耀邦文膽阮銘，就曾經為文指出「中華民國」這個概念的變動性，他說：台灣今天的國號為「中華民國」。「中華民國」是一個變動的歷史概念。辛亥革命誕生的中華民國，在大陸不在台灣，那時台灣是被滿清政府割讓掉的日本殖民地。第二次世界大戰日本戰敗放棄台灣，戰後由中華民國政府代表盟軍佔領。因此，自1945至1949年，中華民國政府曾同時統治海峽兩邊的大陸和台灣。1949年中華人民共和國在大陸誕生，中華民國政府棄守大陸轉移台灣，從此形成中華民國與中華人民共和國並存於海峽兩岸的歷史事實。此外，他也沿用李登輝「中華民國第二共和」的概念，來說明目前台灣的政治現狀。他這樣表示：1991年5月1日中華民國政府終止動員戡亂時期、廢止動員戡亂時期臨時條款，公佈中華民國憲法增修條文，事實上已確認中華民國領土主權在台、澎、金、馬，不在大陸。經過台灣國會代表和台灣總統由台灣人民直接選舉，再經過政黨輪替、和平轉移政權，台灣已實現國家的民主化、本土化。這是中華民國第二共和。就是說，辛亥革命誕生的中華民國第一共和，在大陸不在台灣；今天的中華民國第二共和，在台灣不在大陸。除了阮銘以外，也有其他的學者，也開始使用「中華民國第二共和」這樣的概念來描述台灣當前的政治體制，比如說東吳大學政治系的吳志中。

### 民主進步黨方面的政治人物
民主進步黨以陳水扁為例，雖然他似乎並未直接使用過這個概念；但是，一些相關的新聞報導卻也都指出，在某種程度上，其實也可以使用「中華民國第二共和」這個概念來形容陳水扁關於台灣制定新憲法的構想。比如說在《自由時報》記者鄒景雯2003年關於陳水扁之「新憲構想」的一篇報導當中，她就這樣寫道:針對陳水扁在黨慶大會提出新憲法時間表，了解決策內情的幕僚指出，陳總統的新憲構想可以用「中華民國第二共和」來形容，未必是「台灣共和國」。陳水扁認為總統大選不是選一個總統，更重要的是選擇政黨理念，全體人民也要為自己選擇一個未來，因此他必須提出一個願景，讓整個團隊與人民共同來思考與追隨。此外前行政院院長謝長廷似乎也抱持相當類似的看法。在2005年2月13日接受《自由時報》記者鄒景雯和王貝林之專訪的時候，他也對記者做了以下的表示：行政院團隊推動朝野和解，但台灣的主體性絕對不變；經過多次修憲，現在是「中華民國台灣化」，也可以稱為「第二共和」，兩岸在現實上是「兩個國家」。就此而言，雖然民進黨檯面上的人物並未在正式場合直接使用中華民國第二共和這個概念，但似乎都同意這樣的說法。

### 中國國民黨方面的政治人物
國民黨方面也有不少人曾經在公開場合提出「中華民國第二共和」這個觀點，並要求黨中央將其納入為該黨的正式政策裡面。比如說，由國民黨中比較年輕之世代所組成的「五六七大聯盟」，就曾經發表宣言表示，「國民黨應儘快以『中華民國第二共和』、『三權分立』為『憲改』方向，承認『兩岸分裂狀態』，『不主張統一』，『保留統獨選項』」。